# Ель-Карпіо-де-Тахо
Ель-Карпіо-де-Тахо (ісп. El Carpio de Tajo) — муніципалітет в Іспанії, у складі автономної спільноти Кастилія-Ла-Манча, у провінції Толедо. Населення — 2184 особи (2010).
Муніципалітет розташований на відстані близько 85 км на південний захід від Мадрида, 36 км на захід від Толедо.

## Демографія
Динаміка населення (INE ):

## Галерея зображень

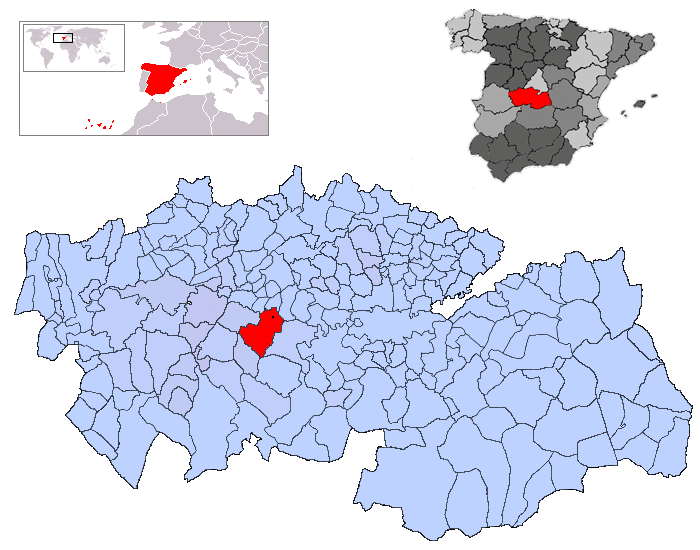
Розташування муніципалітету у провінції Толедо